# Atlantisch orkaanseizoen 1999
Het Atlantisch orkaanseizoen 1999 duurde van 1 juni 1999 tot 30 november 1999. Het seizoen 1999 geldt als een hyperactief seizoen. Het seizoen 1999 zette een record neer: vijf orkanen van de vierde categorie in één seizoen. Het seizoen 2005 evenaarde dit record met 2 orkanen van de vierde en 3 orkanen van de vijfde categorie. De zwaarste storm was orkaan Floyd, deze orkaan bracht in de Verenigde Staten de meeste slachtoffers sinds 1972.
Ook orkaan Lenny was zeer opmerkelijk; gedurende vrijwel gehele bestaan trok hij oostwaarts door de Caraïbische Zee, voor zover bekend de enige orkaan die over een langer traject oostwaarts trok. Lenny bereikte bovendien winden van 248 km/uur, net onder de grens van de vijfde categorie op 13 dagen voor het einde van het seizoen. Daarmee werd Lenny de zwaarste orkaan in de maand november. Het seizoen telde 16 tropische cyclonen, daarvan promoveerden 12 tot tropische storm en kregen een naam. Van de 12 tropische stormen werden er 8 een orkaan. Van de 8 orkanen waren er vijf majeure orkanen, alle van de vierde categorie.

## Cyclonen

### Tropische storm Arlene
Begin juni ontstond aan het eind van een front boven de Atlantische Oceaan een lagedrukgebied aan het oceaanoppervlak. Dit lagedrukgebied schoof onder een lagedrukgebied hoog in de atmosfeer en dit complex dreef oostwaarts en botste met een tropische onweersstoring, waardoor de convectie van de storing werd geconcentreerd en de koude kern van het lagedrukgebied langzaam opwarmde. Hoewel het op 11 juni nog steeds een koude kern bezat werd het lagedrukgebied toch gepromoveerd tot tropische depressie 1, omdat de structuur van de depressie meer op een tropische cycloon leek, dan op een subtropische. De koude kern werd de volgende dagen vervangen door een warme kern. Tropische depressie 1 lag ongeveer 800 km ten zuidoosten van Bermuda en trok eerst naar het noorden, maar heel snel draaide zij bij naar het westnoordwesten. De volgende dag werd zij gepromoveerd tot tropische storm Arlene. Op haar hoogtepunt bereikte Arlene windsnelheden van 100 km/uur, waarna zij op 17 juni op 185 km afstand Bermuda passeerde. Stromingen in de bovenlagen van de atmosfeer scheurden Arlene ten slotte aan flarden en Arlene verdween op 18 juni.

### Tropische depressie 2
Op 2 juli vormde zich tropische depressie 2 uit een tropische onweersstoring, die op 20 juni van de Afrikaanse kust was vertrokken. De storing was over de Atlantische Oceaan, de Caraïbische Zee en het schiereiland Yucatán getrokken voordat zij tot ontwikkeling kon komen in de Golf van Campeche, waar de convectie zich organiseerde. De tropische depressie landde de volgende dag bij Tuxpan in de staat Veracruz en bracht daar veel regenval, tot 317 mm in één etmaal. Over schade of slachtoffers is niets bekend.

### Orkaan Bret
Op 5 augustus vertrok een tropische onweersstoring van de Afrikaanse kust naar het westen. Tijdens haar tocht over de Atlantische Oceaan, was de stroming in de atmosfeer dermate groot, dat de storing nauwelijks was te herkennen. Op 15 augustus trok de storing door de Caraïbische Zee en ontwikkelde onder invloed van een nabij gelegen lagedrukgebied op grote hoogte meer en meer convectie. De storing trok op 17 augustus het schiereiland Yucatán op en de volgende dag ontstond boven land in deze storing een lagedrukgebied, dat weer boven de Golf van Campeche een gesloten circulatie ontwikkelde, zodat het systeem promoveerde tot tropische depressie 3. Een trog van lage druk op grote hoogte bleef aan tropische depressie trekken, maar werd snel zwakker, zodat weinig meer tropische depressie 3 in de weg stond om zich te ontwikkelen. Zij trok naar het noorden, parallel aan de Mexicaanse kust en werd de volgende dag gepromoveerd tot tropische storm Bret. Op 20 augustus ontwikkelde Bret een oog, hetgeen erg ongebruikelijk is, voor een zwakke tropische storm; Bret had op dat moment windsnelheden tot 70 km/uur. Door deze organisatie echter kon Bret zeer snel in kracht toenemen.
Op 21 augustus promoveerde Bret tot orkaan. Op 22 augustus bereikte Bret zijn hoogtepunt met windsnelheden van 235 km/uur en een luchtdruk van 944 mbar, een orkaan van de vierde categorie. Een rug van hoge druk dwong Bret naar het noordwesten af te buigen in de richting van de Texaanse kust, noordelijk van de monding van de Río Bravo del Norte. Bret landde als orkaan van de derde categorie met windsnelheden van 185 km/uur op de Texaanse kust, tussen Corpus Christi en Brownsville. Al na 24 uur na landing was Bret gedegradeerd tot tropische depressie. Bret trok over de Río Bravo del Norte en loste op boven Mexico op 25 augustus. Hoewel Bret als majeure orkaan landde, veroorzaakte zij weinig schade en had hij geen slachtoffers geëist, die direct ten gevolge van de orkaan overleden, omdat Bret ten eerste een compacte storm was met orkaanwinden tot een straal van maximaal 100 km en het feit dat Bret een gebied aandeed, dat relatief dunbevolkt was.

### Orkaan Cindy
Cindy was een orkaan van het Kaapverdische type. Een Afrikaanse onweersstoring, die op 18 augustus van de kust vertrok, organiseerde zich op 19 augustus tot tropische depressie 4 ten oostzuidoosten van de archipel Kaapverdië. De depressie trok westwaarts. Aanvankelijk werd zij gehinderd door stroming in de atmosfeer, maar die werd steeds minder en op 20 augustus promoveerde tropische depressie 4 tot tropische storm Cindy. Cindy werd even later een orkaan, maar de ongunstige stroming keerde terug en Cindy werd weer een tropische storm. Cindy draaide bij naar het noordwesten, toen de stroming in de atmosfeer weer verdween en Cindy snel in kracht toenam. Op haar hoogtepunt bereikte Cindy de vierde categorie met windsnelheden van 225 km/uur. Daarna draaide Cindy naar het noordoosten en verzwakte door de terugkerende stromingen op grote hoogte. Op 31 augustus werd zij door een niet-tropisch lagedrukgebied opgenomen.

### Orkaan Dennis
Een tropische onweersstoring, die op 17 augustus van de Afrikaanse kust was vertrokken naar het noordwesten, begon op 21 augustus ten noordoosten van de Bovenwindse Eilanden meer en meer convectie te vertonen en als buienstoring te intensiveren. Er ontstond een lagedrukgebied hierdoor en de convectie begon zich te organiseren. De gesloten circulatie, die eerst alleen in de middelste lagen van de atmosfeer aanwezig was, breidde zich op 24 augustus uit naar het zeeoppervlak, zodat er vanaf dat moment sprake was van tropische depressie 5 op 340 km ten oosten van de Turks- en Caicoseilanden. Dezelfde dag nog promoveerde zij tot tropische storm Dennis en Dennis trok naar het westnoordwesten, richting de Bahama's. Op Dennis westflank lag een trog van lage druk hoog in de atmosfeer, die aan de structuur van Dennis trok. Ondanks deze ongunstige omstandigheid, wist Dennis toch boven de oostelijke Bahama's tot orkaan te promoveren. Dennis trok bij naar het noorden en liep parallel aan de Amerikaanse oostkust.
Nadat Dennis door de Bahama's was getrokken, verzwakte de stroming van de voorgenoemde trog en kon Dennis aan kracht winnen tot een orkaan van de tweede categorie op 28 augustus. Hoewel Dennis niet als orkaan landde, bracht hij winden van orkaankracht aan de kust van North Carolina. Dennis had nog altijd last van de stroming in de atmosfeer en dit uitte zich in de organisatie van de orkaan. Sommige verkenningsvliegtuigen konden geen oog van Dennis vinden. Daarna koerste een koufront in Dennis, zodat niet alleen zijn structuur werd gemolesteerd maar hij ook met koude luchtmassa's te maken kreeg. Hierdoor degradeerde Dennis een subtropische storm; zijn afgenomen convectie was gedesorganiseerd, maar zijn kern bleef toch warm. Een hogedrukgebied ten noorden van Dennis blokkeerde de weg naar het noorden en dreef Dennis zuidwaarts over iets warmer water. Zo kon Dennis zich herpakken, werd weer volledig tropisch, won aan kracht en koerste naar het noordwesten, richting kust. Op 5 september landde Dennis net onder de grens van een orkaan op de kust van North Carolina, Dennis trok verder noordwaarts door Virginia en verloor op 7 september zijn tropische kenmerken.
Dennis eiste 4 mensenlevens en veroorzaakte $160 miljoen aan schade, veel erosie aan de stranden van North Carolina. Dennis liet 50.000 mensen zonder stroom achter. Bovendien bracht Dennis veel regenval, tot zo een 480 mm aan de kust van North Carolina, Dennis verzadigde het gebied volledig met water twee weken voordat orkaan Floyd hetzelfde gebied zou treffen.

### Tropische storm Emily
Tropische depressie 6 ontstond ten oosten van de Bovenwindse Eilanden uit een tropische onweersstoring. Deze tropische onweersstoring behoorde tot een cluster van drie, die tussen 14 en 19 augustus van de Afrikaanse kust vertrok. De eerste tropische onweersstoring zou uiteindelijk orkaan Dennis worden, de tweede Emily en de laatste kwam snel tot ontwikkeling en werd orkaan Cindy. Tropische depressie 6 trok naar het noorden en bereikte een paar uur later haar hoogtepunt als zwakke tropische storm. Zij naderde Cindy, die verdere ontwikkeling van Emily in de weg stond. De aanzuigende werking aan de oppervlakte van Cindy en haar uitstoot op grote hoogte verzakte Emily behoorlijk. Emily werd later door de veel sterkere Cindy opgenomen.

### Tropische depressie 7
Tropische depressie 7 ontstond boven de Golf van Campeche op 5 september, toen moessonachtige winden van de Mexicaanse noordoostkust een tropische onweersstoring ontmoetten. Tropische depressie 7 trok naar het noordwesten en er werd verwacht, dat de depressie tot tropische storm zou promoveren eer zij de Mexicaanse kust zou bereiken. Dit gebeurde echter niet en tropische depressie 7 landde op 6 september in La Pesca in de staat Tamaulipas. Tropische depressie 7 bracht veel regen in de noordwestelijke staten van Mexico en het zuiden van Texas. De volgende dag loste de depressie op.

### Orkaan Floyd
Op 2 september vertrok een tropische onweersstoring van de Afrikaanse kust snel westwaarts. De eerste dagen ontwikkelde de storing nauwelijks, maar op 5 september ontstond er circulatie in het systeem het duurde echter tot 7 september totdat er voldoende convectie en organisatie was om het systeem te promoveren tot tropische depressie 8 op ongeveer 1600 km ten oosten van de Bovenwindse Eilanden. De volgende dag werd de depressie tropische storm Floyd en daarmee werd Floyd een tropische cycloon van het Kaapverdische type. Floyd trok naar het westnoordwesten en was zo groot in omvang, dat hij pas op dat moment een goed georganiseerde en afgegrensde kern bezat. Daarom kon Floyd aanvankelijk slechts gestaag in kracht toenemen. Op 11 september werd Floyd een orkaan en de volgende dag bereikte hij ten noorden van de Bovenwindse Eilanden de tweede categorie met windsnelheden tot 175 km/uur. Floyd draaide bij naar het westen, richting Bahama's en binnen 24 uur werd hij een orkaan van de vierde categorie, met windsnelheden van 248 km/uur net onder de grens van de vijfde categorie en een druk van 922 mbar.
Tijdens de tocht door de Bahama's verzwakte Floyd door een proces, wat in het Engels eyewall replacement cycle wordt genoemd: De oogrokken van een majeure orkaan heeft de neiging naar binnen te trekken. Daardoor wordt het oog kleiner. De convectie meer in de periferie van de orkaan trekt dan samen en vormt een buitenste, nieuwe oogrok, die de oude oogrok gaat vervangen en het oog weer groter maakt. In de periode dat beide oogrokken naast elkaar bestaan, berooft de buitenste de binnenste de toevoer van vocht en warmte. Hierdoor stijgt de luchtdruk, neemt de windsnelheid af en verzwakt dus de orkaan. Als het proces is afgelopen, kan de orkaan opnieuw in kracht toenemen en zelfs sterker worden als voorheen. Dit gebeurde ook met Floyd: na gedegradeerd te zijn naar de derde categorie werd Floyd net ten noorden van de Bahama's weer een orkaan van de vierde categorie. Floyd draaide bij naar het noorden en noordnoordoosten, richting Noord Carolina. Floyd kreeg te maken met stroming in de atmosfeer en droge luchtmassa's, die hem verzwakten. Floyd was echter een reusachtige orkaan; de diameter van het gebied met windkracht 8 en hoger was 935 km.
Op 16 september landde Floyd als orkaan van de tweede categorie in North Carolina. Floyd trok over North Carolina en Virginia en kwam nog even boven de Atlantische Oceaan als tropische storm. Op 17 september landde Floyd op Long Island en verloor gaandeweg zijn tropische kenmerken. Floyd werd dezelfde dag nog een extratropische cycloon boven het zuiden van Maine en werd ten slotte opgenomen door een koufront ten oosten van Newfoundland. Floyd eiste in totaal aan ongeveer 90 mensen het leven en veroorzaakte $4,5 miljard aan schade. Voornamelijk door uitgebreide overstromingen. Er was scherpe kritiek op het Federaal Bureau ter Bestrijding van Calamiteiten, de FEMA, zoals ook na de orkaan Katrina in het seizoen 2005. De FEMA had weliswaar voorbereidingen getroffen voor de storm zelf, maar was absoluut niet berekend op de overstromingen, die ten gevolge van Floyd optraden, Hoewel bekend was, dat bodem en alle waterwegen al door Dennis waren verzadigd. Men vreesde grote vissterfte in de lagune voor de kust van North Carolina, vanwege de stortvloed aan zoet water. Dit bleek mee te vallen. Evenals de vervuiling, die weliswaar aanzienlijk was, maar er was zoveel regen gevallen dat de vervuilende stoffen sterk verdund werden.

### Orkaan Gert
Ook Gert was van Kaapverdische origine. Toen op 10 september een tropische onweersstoring van de Afrikaanse kust vertrok, was er al sprake van zich organiserende convectie en beginnende circulatie en de volgende dag vormde zich tropische depressie 9 ten zuiden van Kaapverdië. Tropische depressie 9 trok naar het westnoordwesten aan de zuidflank van een rug van hoge druk, promoveerde op 12 september tot tropische storm Gert en op 13 september tot orkaan Gert. Op 16 september bereikte Gert zijn hoogtepunt als sterke vierde categorie orkaan met windsnelheden tot 240 km/uur. De rug van hoge druk, die Floyd en Gert aan zijn zuidflank hield, was door Floyd verzwakt, zodat Gert eerder kon afbuigen naar het noorden. Op ongeveer 550 km ten oosten van de Bovenwindse Eilanden draaide Gert daarom bij naar het noorden en zijn intensiteit fluctueerde tot 19 september toen definitief de verzwakking inzette. Gert bracht orkaanwinden naar Bermuda. En verloor zijn tropische kenmerken ten zuiden van Newfoundland op 23 september. Gert maakte geen slachtoffers en veroorzaakte bijna geen schade. In Maine verdronken 2 mensen in een grote golf, die mogelijk door Gert gegenereerd kon zijn, hoewel het centrum van Gert toen meer dan 1800 km ver weg was.

### Tropische storm Harvey
Ook Harvey kwam voort uit een tropische onweersstoring, die op 14 september van de Afrikaanse kust vertrok. De volgende 10 dagen op weg over de Atlantische Oceaan en het oosten van de Caraïbische Zee gebeurde er niet veel met de storing, niet in de laatste plaats omdat de uitstoot van de noordelijker koersende Floyd ontwikkeling verhinderde. Toen de storing boven het westen van de Caraïbische Zee kwam, werd de invloed van Floyd minder en kon de convectie intensiveren. Er ontstond een breed lagedrukgebied. Dit trok naar het noordwesten, de Golf van Mexico binnen en begon meer en meer een gesloten circulatie te vertonen, zodat op 198 september er sprake was van tropische depressie 10. Tropische depressie 10 promoveerde de volgende dag midden boven de Golf van Mexico tot tropische storm Harvey. Harvey trok naar het oosten richting Florida. Door een sterke westelijke stroming in de atmosfeer kon Harvey zich niet verder ontwikkelen. Bovendien werd er aan zijn noordwestelijke flank droge lucht aangezogen. De stormwinden van Harvey hadden een hoogtepunt van 95 km/uur, met deze intensiteit en een druk van 999 mbar landde Harvey nabij Everglades City, Florida op 21 september. De volgende dag werd Harvey boven de noordelijke Bahama's opgenomen door een niet-tropische lagedrukgebied.

### Tropische depressie 11
Tropische depressie 11 ontstond op 4 oktober uit een oorspronkelijk Afrikaanse onweersstoring. Deze was pas boven het westen van de Caraïbische Zee tot ontwikkeling gekomen met de vorming van een breed lagedrukgebied. Dit trok over het schiereiland Yucatán en werd boven het zuiden van de Golf van Campeche tropische depressie 11. Tropische depressie 11 dwaalde een paar dagen boven de Golf van Campeche. Verdere ontwikkeling werd verhinderd door een trog van lage druk ten noordwesten van tropische depressie 11. Uiteindelijk zou de trog op 6 oktober tropische depressie 11 ook opnemen. Hoewel tropische depressie 11 slecht georganiseerd was, bracht zij overvloedige regenval en overstromingen teweeg boven de staten Puebla, Veracruz en Tabasco. Er zouden hierbij 400 mensen om het leven zijn gekomen, maar het was moeilijk vast te stellen hoeveel van hen overleden direct ten gevolge van de regens van tropische depressie 11.

### Tropische depressie 12
Tropische depressie 12 kwam voort uit een tropische onweersstoring, die op 3 oktober van de Afrikaanse kust vertrok naar het westen. Op 6 oktober ontwikkelde deze storing tot Tropische depressie 12. De volgende dag trok Tropische depressie 12 naar het westnoordwesten, maar de omstandigheden waren ongunstig met een lagedrukgebied ten noorden van haar, dat aan haar structuur trok. Op 8 oktober verdween de convectie en was er niet langer meer sprake van een tropische depressie.

### Orkaan Irene
Op 11 oktober kwam een breed lagedrukgebied boven het zuidwesten van de Caraïbische Zee in aanraking met een tropische onweersstoring. Aanvankelijk leek het zich maar langzaam te ontwikkelen als het lagedrukgebied naar het noorden trok, maar laat op de 12e oktober had het genoeg tropische kenmerken om te worden aangemerkt als tropische depressie 13. Tropische depressie 13 promoveerde op 13 oktober tot tropische storm Irene, die dezelfde dag landde op het Cubaanse eiland Isla de la Juventud. Irene trok verder over het westen van Cuba en kwam op 15 oktober boven de Straat Florida, waar Irene tot orkaan promoveerde. Irene trok naar het noordnoordoosten over de Florida Keys en het zuiden van Florida. Boven de Atlantische Oceaan zette zij koers naar de kust van North Carolina en South Carolina.
Op 18 oktober bereikte Irene haar hoogtepunt voor de Amerikaanse oostkust als orkaan van de tweede categorie met een druk van 976 mbar. De volgende dag versnelde zij haar koers naar het noordoosten en verloor zij haar tropische kenmerken. Later werd zij in de buurt van Newfoundland opgenomen door een groter lagedrukgebied. Dit systeem werd een zware extratropische storm boven de noordelijke Atlantische Oceaan. Irene eiste het leven aan 12 mensen en veroorzaakte $700 miljoen aan schade. De beroemde tabaksteelt in het Cubaanse Pinar del Río had ernstig te lijden onder Irene. Irene bracht vooral veel regen in Florida en de Amerikaanse zuidoostkust. Irene zette Miami grotendeels blank, zodat vele auto's strandden en de stroom uitviel. Zelfs bij het National Hurricane Center ging het licht uit. President Clinton verklaarde 28 districten in de staat Florida tot rampgebied.

### Orkaan Jose
Tropische depressie 14 vormde zich op 17 oktober op ongeveer 1100 km ten oosten van de Bovenwindse Eilanden uit een tropische onweersstoring, die 9 dagen eerder van de Afrikaanse kust vertrok en wier convectie zich langzaam organiseerde tot tropische depressie. Tropische depressie 14 trok naar het westnoordwesten en werd de volgende dag tropische storm Jose. Op 19 oktober werd Jose een orkaan op 250 km van de noordelijk Bovenwindse Eilanden. Op 20 oktober piekte Jose, terwijl hij landde op het eiland Antigua met windsnelheden tot 157 km/uur, een orkaan van de tweede categorie. Jose nam iets in kracht af toen haar oog de volgende dag vlak langs Saint-Barthélemy en Sint Maarten trok. Jose verzwakte verder tot tropische storm terwijl zij de Amerikaanse Maagdeneilanden, de Britse Maagdeneilanden en Puerto Rico naderde. Boven de Britse Maagdeneilanden draaide Jose opeens scherp naar het noordoosten; een trog van lage druk boven het westen van de Atlantische Oceaan trok Jose naar het noordoosten, weg van het Caraïbisch gebied. Op 24 oktober werd Jose voor de tweede keer gepromoveerd tot orkaan, maar dit duurde niet lang. De volgende dag verloor Jose zijn tropische kenmerken en ging later samen met een ander lagedrukgebied. Jose eiste één mensenleven op Antigua en één op Sint-Maarten. Op Sint-Maarten veroorzaakte Jose enige aardverschuivingen en modderstromen.

### Tropische storm Katrina
De resten van een koufront trokken vanaf 22 oktober van noord naar zuid over het westen van de Caraïbische Zee, waar een breed lagedrukgebied lag. Dit lagedrukgebied blies nieuw leven in de resten van het koufront en er ontstond meer en meer convectie. Na 25 oktober begon deze convectie zich te organiseren tot een gesloten circulatie en op 28 oktober ontstond tropische depressie 15 boven het uiterste zuidwesten van de Caraïbische Zee, voor de kust van Panama, Costa Rica en Nicaragua. Tropische depressie 15 trok naar het noordwesten en promoveerde voordat zij de kust van Nicaragua bereikte tot tropische storm Katrina. Katrina landde op 28 oktober bij Puerto Cabezas in Nicaragua, bijna een jaar later nadat orkaan Mitch het land getroffen had. Katrina degradeerde boven land tot tropische depressie Katrina. Katrina trok verder noordwestwaarts, kwam boven het westen van de Caraïbische Zee en landde opnieuw op het schiereiland Yucatán, waar Katrina op 1 november werd opgenomen door een koufront. Voor zover bekend eiste Katrina geen slachtoffers.

### Orkaan Lenny
Op 8 november ontstond boven het westen van de Caraïbische Zee een breed lagedrukgebied. De dagen daarna ontstond er in toenemende mate convectie onder dit lagedrukgebied en hoewel de onweersbuien niet waren georganiseerd, bracht het systeem toch zware regenval en vlagerige harde winden boven het westen van de Caraïbische Zee, Midden-Amerika en het uiterste zuidoosten van Mexico. Op 13 november organiseerde de storing zich tropische depressie 16 op 230 km ten zuiden van de Kaaimaneilanden. De depressie trok oostwaarts, mede ten gevolge van een trog van lage druk ten oosten van haar en werd de volgende dag tropische storm Lenny. Lenny promoveerde op 15 november tot orkaan Lenny en bereikte 12 uur later de tweede categorie. Hoe dichter Lenny bij de trog kwam des te werd aan hem getrokken en Lenny zakte terug naar de eerste categorie en raakte gedesorganiseerd.
Dit was echter tijdelijk en Lenny begon op 16 oktober weer aan kracht toe te nemen. Lenny bereikte bijna de vijfde categorie met winden tot 248 km/uur, voordat hij landde op Saint Croix, een van de Amerikaanse Maagdeneilanden. Daarna trok Lenny naar het zuidoosten en verzwakte. Lenny trok over Sint Maarten en Anguilla op 18 november, over Saint-Barthélemy op 19 november, waarna hij tot tropische storm degradeerde. Ten slotte landde hij op Antigua. Boen de Atlantische Oceaan degradeerde Lenny verder op 21 november tot tropische depressie, die twee dagen later oploste. Lenny eiste 17 mensenlevens. Ook eilanden waar Lenny niet land, waren wel degelijk door de orkaan betrokken, zoals Guadeloupe, Dominica, Saint Lucia, Saint Vincent, de Grenadines, Barbuda, Martinique en Montserrat. De schade op Amerikaans grondgebied bedroeg $330 miljoen, maar Lenny richtte veel schade aan van Colombia tot de Bovenwindse Eilanden.

## Namen
De lijst met namen voor 1999 was hetzelfde als die van 1993 en werd weer gebruikt in 2005, met uitzondering van Floyd en Lenny, die geschrapt werden en zijn vervangen door Franklin en Lee. De naam Lenny werd dit seizoen voor het eerst – en tegelijk voor het laatst – gebruikt.
| - Arlene - Bret - Cindy - Dennis - Emily - Floyd - Gert | - Harvey - Irene - Jose - Katrina - Lenny - Maria (niet gebruikt) - Nate (niet gebruikt) | - Ophelia (niet gebruikt) - Philippe (niet gebruikt) - Rita (niet gebruikt) - Stan (niet gebruikt) - Tammy (niet gebruikt) - Vince (niet gebruikt) - Wilma (niet gebruikt) |